# Пинеда, Педро Бенито
Педро Бенито Пинеда де Леон (исп. Pedro Benito Pineda de León, ? — 27 апреля 1827) — центральноамериканский политик, претендент на роль Верховного главы Никарагуа.

## Биография
В 1823 году была образована Федеративная республика Центральной Америки. После гражданской войны 1824—1825 годов была избрана первая Конституционная Ассамблея Никарагуа, которая, в свою очередь, 10 апреля 1825 года избрала Мануэля Антонио де ла Серду на 4-летний срок Верховным главой Никарагуа, а Хуана Аргуэльо — заместителем Верховного главы; 22 апреля состоялась инаугурация. Однако уже в ноябре Аргуэльо обвинил Серду в злоупотреблении властью, и по его настоянию Ассамблея отстранила того от должности, а Аргуэльо стал исполнять обязанности верховного главы. В апреле 1826 года была принята Конституция Никарагуа, а сменившая Конституционную Ассамблею Законодательная Ассамблея провела в Леоне в соответствии с этой Конституцией выборы Верховного главы. Ни один из двух кандидатов не получил явного преимущества, и тогда Аргуэльо насильно вынудил Законодательную Ассамблею провозгласить его 13 августа 1826 года Верховным главой Никарагуа.
Небольшая группа депутатов-консерваторов (советники Верховного главы) из состава Ассамблеи перебралась 17 сентября из Леона в Гранаду, чтобы избежать давления Аргуэльо, и образовали там «Ассамблею в изгнании». В связи с отсутствием кворума эти члены Ассамблеи взяли к себе представителей Гранадского округа и местных собственников, из-за чего этот орган стал известен как «Ассамблейка» (исп. La Asambleíta). Она провозгласила Педро Бенито Пинеду консультантом Верховного главы, осуществляющим исполнительную власть.
В связи с тем, что среди населения Гранады многие поддерживали либералов, Аргуэльо смог в феврале 1827 года спровоцировать там восстание против Гранадской Ассамблеи, однако часть её членов смогла спастись и найти убежище в Манагуа, остававшимся оплотом консерваторов. Пинеда укрылся в доме Сильвестре Сельвы (сторонника Аргуэльо) и отказался бежать, рассчитывая, что его мулатская внешность не вызовет ненависти у толпы. Однако он всё равно был схвачен и доставлен в Леон, где 27 апреля 1827 года был казнён.
В 1830 году все акты Гранадской Ассамблеи (в том числе и назначение Пинеды на роль главы исполнительной власти) были объявлены не имеющими силы.

## Семья и дети
Педро Бенито Пинеда был женат на Хуане Руфине Угарте Сельве. Их сын Хосе Лауреано Пинеда Угарте был в 1851-1853 годах Верховным директором Никарагуа.